# چت واکر
چت واکر (انگلیسی: Chet Walker؛ ۲۲ فوریهٔ ۱۹۴۰ – ۸ ژوئن ۲۰۲۴) یک بازیکن بسکتبال بازنشسته اهل ایالات متحده آمریکا بود.